# Senan (Yonne)
Senan é uma comuna francesa na região administrativa da Borgonha-Franco-Condado, no departamento de Yonne. Estende-se por uma área de 17.54 km². Em 2010 a comuna tinha 718 habitantes (densidade: 40,9 hab./km²).